# 吉田奈央 (チアリーダー)
吉田 奈央（よしだ なお、1990年3月25日 - ）は、日本の元チアリーダー。2015年から2017年シーズンまでNFL『ミネソタ・バイキングス』のチアリーダーを務めた。

## 来歴
奈良県高取町出身。智辯学園中学校・高等学校、関西大学商学部卒業。身長168cm。
高校1年の時にチアリーディングを始め、2年間活動。大学入学時、たまたま見たアメフト部の試合で応援していたチアリーダーに憧れ、同大学の応援団バトン・チアリーダー部「HELIOS」（ヘリオス）に所属（89期生）。4年時には部長も務めた。
大学卒業後はXリーグ「パナソニック インパルス」のチアリーダー（2011-2012シーズン）を務めた後、和歌山県に発足した男子バスケットボールクラブ「和歌山トライアンズ」のチアリーダー1期生（2013-2014シーズン）として活動。この時トライアンズチアリーダーズのディレクターを務めた檀上欣子の薦めで、2015年にNFLのミネソタ・バイキングスが行なったチアリーダーオーディションに参加。150名の応募者の中から同年度メンバーに選出。以後2016年・2017年と3年連続でバイキングスのチアリーダーを務めた。

## 関連人物
- 河田侑子 - トライアンズチアリーダーの同期。2016年よりNFL「ダラス・カウボーイズ」のチアリーダーを務める[1]。